# Jorge Bolaño
Jorge Eladio Bolaño Correa (Santa Marta, 28 de abril de 1977 – Cúcuta, 6 de abril de 2025) foi um futebolista colombiano.

## Carreira
Bolaño integrou a Seleção Colombiana de Futebol na Copa de 98 na França e a Copa América de 1999.

## Morte
Bolaño morreu no dia 6 de abril de 2025 aos 47 anos, por conta de um ataque cardíaco enquanto participava do aniversário de um familiar, em Cúcuta, Colômbia.